# روزا ليكسوم
روزا ليكسوم هي كاتبة وفنانة فنلندية ولدت في 7 يناير 1958.